# Contrada Lacco
Contrada Lacco (Laccu in siciliano) è un centro abitato di 297 abitanti di Brolo e Piraino, comuni italiani della città metropolitana di Messina in Sicilia.

## Geografia fisica
Il centro abitato si sviluppa su un crinale attorno alla chiesa della Madonna Addolorata ed è costituito da un'ampia piazza-belvedere con vista su Brolo e sulla costa tirrenica e dalle abitazioni che seguono il percorso stradale fino al campo di calcetto di proprietà comunale. A sud dell'abitato svetta pizzo del Brignolo, alto 696 m s.l.m.; a ovest scorre il torrente Iannello.

## Origini del nome
Il toponimo Lacco, presente anche altrove in Sicilia, deriverebbe dal greco antico λάκκος 'laghetto, cisterna', in bizantino 'pozza, stagno'.

## Storia
Da un documento, recante la data del 10 ottobre 1871, si evince che «Lacco. Confina colla Chiesa di Maria Addolorata e con la casa di Antonino Cardillo e di Pietro Gumina, e col territorio di Pirajno». Durante la seconda guerra mondiale, a seguito della cosiddetta "operazione Brolo beach" (11 agosto 1943), intere famiglie di cittadini brolesi si rifugiarono a Lacco, in particolar modo presso la chiesetta della Madonna Addolorata.
Il 15 aprile 1978 anche la Contrada Lacco fu colpita dal sisma che ebbe come epicentro il golfo di Patti.

## Monumenti e luoghi d'interesse

### Architetture religiose
- Chiesa della Madonna Addolorata, detta anche "cappella del Lacco"; anticamente intitolata a Santa Maria de Lacu, era retta da monaci basiliani. L'antico edificio fu distrutto da un'alluvione (nel 1593 o nel 1682) e venne ricostruito, nel sito che ancora occupa, nel corso del XVIII secolo, per poi essere nuovamente riedificato in seguito al terremoto del 1978[6]. 38°08′33.49″N 14°50′52.63″E

### Architetture civili
- Fontana Vecchia. 38°08′20.8″N 14°50′53.4″E
- Villetta comunale, restaurata nell'agosto 2016[7]. 38°08′29.48″N 14°50′54.14″E

## Società

### Religione
Contrada Lacco rientra nel territorio della parrocchia Maria Santissima di Lourdes in Gliaca, nella diocesi di Patti.

### Tradizioni e folclore
La principale festa di Contrada Lacco è quella in onore di Maria Santissima Addolorata, celebrata la seconda domenica di settembre, detta anche "festa del fuoco" o "luminaria del Lacco". Anticamente era caratterizzata dalle luminarie, grandi ruote infuocate che venivano fatte roteare in aria verosimilmente in ricordo di un grande incendio dal quale - secondo la devozione popolare - i cittadini furono messi in salvo grazie all'intervento della Madonna. La tradizione, interrotta verso la fine degli anni Sessanta, è stata riproposta a partire dagli anni 2000 in una nuova forma: oltre a una rappresentazione scenografica dell'incendio che ha luogo nella piazza principale del paese, vengono lanciate verso il cielo cinquecento mongolfiere infuocate. Durante i giorni di festa si possono degustare le tradizionali olive schiacciate condite con aromi e la carni 'nfurnata, tipica della zona; viene organizzato, inoltre, il gioco dî pignateḍḍi, diffuso in gran parte della Sicilia.

## Infrastrutture e trasporti

### Strade
L'intero centro abitato è attraversato dalla strada provinciale 143 "Contrada Lacco".